# 大相撲平成31年3月場所
大相撲平成31年3月場所（おおずもうへいせい31ねん3がつばしょ）は、2019年（平成31年）3月10日から千秋楽の3月24日までの15日間、大阪府大阪市浪速区のエディオンアリーナ大阪（大阪府立体育会館）で開催された大相撲本場所である。平成時代に開催された最後の大相撲である。
横綱・白鵬が3場所振り42回目の幕内最高優勝を飾った。

## 優勝争い
2019年2月25日に番付が発表され、平成26年春場所以来4年10か月ぶりの2横綱となった。先場所4連敗から休場した大関・栃ノ心が大関5場所目にして2度目のカド番となるとともに、先場所までに「大関昇進の目安」といわれる33勝を挙げながら大関への昇進が見送られた関脇・貴景勝が再度の大関獲り挑む場所となった。また、豊ノ島が、関脇経験者としては琴風・鳳凰に次いで昭和以降3人目となる「幕下転落後の幕内復帰」を果たした。
先場所（初場所）を途中休場した白鵬と鶴竜の両横綱が初日から出場。横綱・白鵬は初日から安定した取り口で白星を重ね、鶴竜は初日に先場所三賞受賞の小結御嶽海に不覚を取るも、その後持ち直して8連勝するが、10日目に貴景勝に敗れ2敗で終盤戦を迎えることになった。その他の力士では、1敗で平幕の逸ノ城が追い、2敗で髙安と豪栄道の両大関に関脇・貴景勝、平幕の碧山に元大関の琴奨菊と、番付上位の力士が優勝を争う形となった。そのような中でも、白鵬は11日目に貴景勝、12日目に栃ノ心、13日目に豪栄道、14日目に高安をいずれも退け全勝をキープ。これに碧山・朝乃山・御嶽海・貴景勝を下した逸ノ城が追走する形となり、優勝は両者に絞られた状態となった。
迎えた千秋楽、1敗の逸ノ城は同じ平幕の大栄翔を叩き込みで下して14勝1敗として白鵬の取り組みを待つが、結びの一番で白鵬と鶴竜の横綱同士の対戦は、立ち会いで右腕の筋肉を痛めながらも白鵬が1分を超える大相撲を下手投げで制し、白鵬が全勝優勝を飾った。また、結びの2番前では、7勝7敗で後のなくなった大関・栃ノ心と、9勝5敗として大関昇進の目安「3場所33勝」に後1勝とした関脇・貴景勝の、いわば「入れ替え戦」とも言える取り組みが組まれ、一気の押し出しで貴景勝が栃ノ心を下し、栃ノ心の大関陥落が決まると共に、貴景勝が大関昇進を確実にした。三賞は、最後まで優勝を争った逸ノ城が殊勲賞を、12勝3敗で終盤まで優勝争いに絡んだ碧山が敢闘賞をそれぞれ受賞。また、貴景勝が2場所連続の技能賞受賞となった。
なお、全取り組み終了後に行われた表彰式での優勝力士インタビューで「平成最後なので。大相撲の発展と皆様の健康を祈念し」と観客とともに三本締めを行ったが、この行為が日本相撲協会のコンプライアンス規定で定めた違反行為である「土俵上の礼儀、作法を欠くなど、相撲道の伝統と秩序を損なう行為」に該当する可能性があるとして問題視され、日本相撲協会からの事情聴取を経て、場所後の4月24日に行われた理事会で白鵬を譴責処分に、師匠の宮城野親方（元前頭・竹葉山）に減俸10%・3カ月の処分を下した。

## その他
同場所では序二段で西15枚目の狼雅と西序二段48枚目の照ノ富士が7戦全勝となり、優勝決定戦では狼雅が勝った。照ノ富士はけがと病気により4場所全休した後の出場となり、大関経験者として実質的にに史上最低位となる序二段での出場が注目されたが、自身にとって6場所ぶりの皆勤を東大関在位時の平成29年5月場所以来となる11場所ぶりの勝ち越しで飾った。照ノ富士はここから17場所連続で勝ち越し、令和3年5月場所での大関復帰を経て同年9月場所で第73代横綱に昇進した。照ノ富士は令和7年1月場所中に引退し、同年1月17日に行われた引退会見の際には、この平成31年3月場所初日に一番相撲として対戦した若野口（後の若龍星）戦を自身の思い出に残る一番として挙げた。

## 番付・星取表
| 成績       | 東       | 番付   | 西       | 成績    |
| ---------- | -------- | ------ | -------- | ------- |
| 15勝0敗    | 白鵬     | 横綱   | 鶴竜     | 10勝5敗 |
| 10勝5敗    | 髙安     | 大関   | 豪栄道   | 12勝3敗 |
| 7勝8敗     | 栃ノ心   | 大関   |          |         |
| 10勝5敗    | 貴景勝   | 関脇   | 玉鷲     | 5勝10敗 |
| 7勝8敗     | 御嶽海   | 小結   | 北勝富士 | 7勝8敗  |
| 3勝12敗    | 魁聖     | 前頭1  | 遠藤     | 7勝8敗  |
| 7勝8敗     | 大栄翔   | 前頭2  | 妙義龍   | 6勝9敗  |
| 4勝11敗    | 錦木     | 前頭3  | 正代     | 5勝10敗 |
| 3勝12敗    | 栃煌山   | 前頭4  | 逸ノ城   | 14勝1敗 |
| 8勝7敗     | 千代大龍 | 前頭5  | 阿武咲   | 5勝10敗 |
| 8勝7敗     | 隠岐の海 | 前頭6  | 阿炎     | 8勝7敗  |
| 12勝3敗    | 碧山     | 前頭7  | 宝富士   | 8勝7敗  |
| 7勝8敗     | 朝乃山   | 前頭8  | 琴奨菊   | 11勝4敗 |
| 5勝10敗    | 佐田の海 | 前頭9  | 勢       | 2勝13敗 |
| 7勝8敗     | 松鳳山   | 前頭10 | 矢後     | 6勝9敗  |
| 10勝5敗    | 竜電     | 前頭11 | 明生     | 9勝6敗  |
| 0勝0敗15休 | 千代の国 | 前頭12 | 嘉風     | 10勝5敗 |
| 9勝6敗     | 友風     | 前頭13 | 輝       | 9勝6敗  |
| 6勝9敗     | 照強     | 前頭14 | 豊ノ島   | 5勝10敗 |
| 6勝9敗     | 石浦     | 前頭15 | 琴恵光   | 7勝8敗  |
| 7勝8敗     | 大翔鵬   | 前頭16 | 豊山     | 3勝12敗 |
| 7勝8敗     | 千代翔馬 | 前頭17 |          |         |